# Lobelia tomentosa
Lobelia tomentosa là loài thực vật có hoa trong họ Hoa chuông. Loài này được L.f. mô tả khoa học đầu tiên năm 1782.